# Alexander Pearce

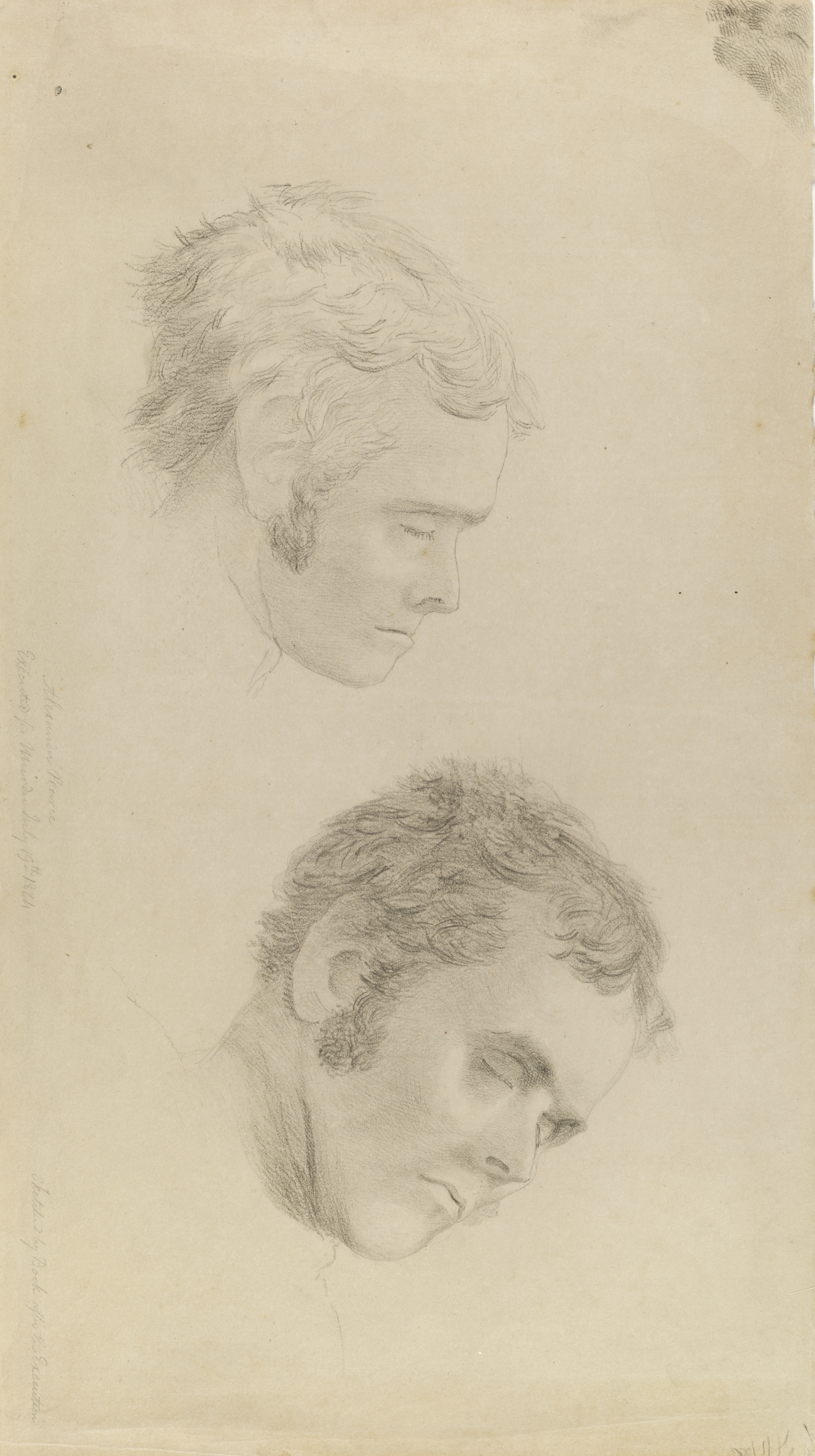
Totenbildnis von Alexander Pearce nach der Hinrichtung (Bleistiftzeichnung)

Alexander Pearce (* 1790 im County Fermanagh, Irland; † 19. Juli 1824 in Hobart, Van-Diemens-Land) war ein irischer Serienmörder, der alleine und in Gemeinschaft vier Menschen tötete. Er floh zweimal aus der berüchtigten Strafkolonie Macquarie Harbour und wurde auf der Flucht zum Kannibalen. Das Todesurteil wurde durch Hängen in der tasmanischen Hauptstadt Hobart vollstreckt. Im 21. Jahrhundert wurde seine Geschichte wiederholt verfilmt.

## Vorgeschichte
Alexander Pearce war in Irland ein Farmarbeiter römisch-katholischen Glaubens. Er wurde 1819 in Armagh in Irland wegen eines Diebstahls von sechs Paar Schuhen zu sieben Jahren Strafarbeit im Van-Diemens-Land verurteilt. Aufgrund der Anzahl der gestohlenen Schuhe wurde davon ausgegangen, dass dieser Diebstahl nicht sein erster gewesen war.
In Hobart verübte er mehrere Diebstähle, floh zweimal, war undiszipliniert und kam auch betrunken zu seiner Arbeit als Sträfling. Für seine Verfehlungen wurde er mehrmals ausgepeitscht. Am 18. Mai 1822 meldete ihn die Zeitung Hobart Town Gazette als flüchtig; auf seine Ergreifung waren 10 £ ausgesetzt worden. Nach drei Monaten in Freiheit fing man ihn ein und brachte ihn in die neu errichtete Sträflingskolonie, die zweite, die in Tasmanien auf Sarah Island in Macquarie Harbour errichtet worden war. Dieses Sträflingslager war für Sträflinge vorgesehen, die erneut straffällig geworden waren, und es war berüchtigt für ein schweres und hartes, unmenschliches Lagerleben. Das Lager war weit von Siedlungen der frühen Kolonisten entfernt und von einer unerforschten und undurchdringbaren Wildnis umgeben. Noch heute ist das Gebiet um den Macquarie Harbour, die Tasmanische Wildnis, ein UNESCO-Welterbe, eines der abgeschiedensten unwirtlichen Naturgebiete der Erde.

## Kannibalismus

### Erste Flucht
Bereits am 20. September 1822, nach sechs Wochen im Lager, floh Pearce mit sieben weiteren Sträflingen, als sie außerhalb des Lagers Bäume für den Schiffsbau fällen mussten. Es waren Alexander Dalton, Thomas Bodenham, William Kennerly, Matthew Travers, Edward Brown, Robert Greenhill und John Mather. Nach acht Tagen merkten die Flüchtlinge, dass sie ohne Nahrung keine Überlebenschance haben. Sie töteten daraufhin Dalton und aßen ihn auf. Von Dalton sagte Pearce, dass er einer derjenigen war, die Auspeitschungen im Lager durchführten, und verhasst war. Kennerly und Brown gaben angesichts ihrer hoffnungslosen Lage einen Tag später auf und starben nach ihrer Rückkehr in der Sträflingskolonie an Erschöpfung. Pearce und die anderen setzten ihre Flucht ohne sie fort. Als Travers von einer giftigen Tigerotter gebissen worden war, wurde er mit einer Axt erschlagen und aufgegessen.
Pearce und Greenhill waren die letzten zwei lebenden Flüchtlinge; jeder beobachtete den anderen acht Tage lang argwöhnisch. Greenhill nickte schließlich ein und Pearce erschlug ihn und aß ihn auf. Pearce erreichte nach 42 Tagen und einer Strecke von etwa 215 km Siedlungen und kam bei einem Schafhirten unter, der ein Sträfling war. Er wurde einige Monate später vermutlich bei Hobart gefangen. In Hobart glaubte man ihm die vorgetragene Geschichte des Kannibalismus nicht, da Kannibalismus unter Europäern unbekannt sei, und nahm an, dass die anderen als Buschräuber lebten. Er wurde wieder nach Sarah Island transportiert.

### Zweite Flucht
Innerhalb eines Jahres flüchtete Pearce erneut, dieses Mal mit Thomas Cox, einem jungen Sträfling. Diesen tötete er ebenfalls und aß ihn auf. Er gab an, dass er ihn in einem Anfall von Zorn getötet habe, weil er feststellen musste, dass Cox nicht schwimmen konnte. Pearce wurde am elften Tag nach seiner Flucht gefasst, vor den Supreme Court of Van Diemens Land in Hobart gebracht und wegen Mordes und Kannibalismus angeklagt. Die Zeitung Observers schrieb, dass er nicht wie ein Kannibale aussehe. Er war nur 1,60 m groß, womit er etwas unter dem Durchschnitt in der damaligen Zeit lag, aber er hatte einen muskulösen drahtigen Körper. Er sehe nicht aus wie jemand, „laden with the weight of human blood, and believed to have banqueted on human flesh“ (deutsch: „beladen mit der Last menschlichen Blutes und von dem man annimmt, er hätte menschliches Fleisch geschmaust“), schrieb die Hobart Town Gazette am 25. Juni 1824. Die Männer, die ihn gefangen nahmen, hatten Teile des Körpers von Cox in seinen Taschen gefunden, obwohl er ausreichend Essen bei sich trug. Deshalb gab es diesmal keinen Zweifel an seiner Schuld. Er war damit der erste Kannibale, der in der Geschichte der tasmanischen Gerichtsbarkeit verurteilt wurde.

### Hinrichtung

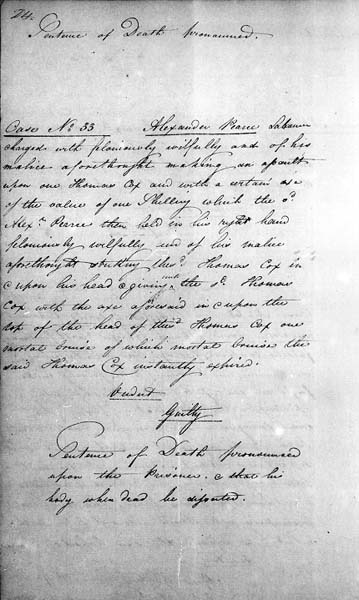
Todesurteil von Pearce

Alexander Pearce wurde im Stadtgefängnis von Hobart um 9:00 Uhr am 19. Juli 1824 gehängt, 30 Tage nach der Urteilsverkündung, nachdem er von einem Priester die Sterbesakramente erhalten hatte. Es wird berichtet, dass Pearce vor seiner Hinrichtung gesagt haben soll: „Man’s flesh is delicious. It tastes far better than fish or pork“ (dt. „Menschenfleisch ist köstlich. Es schmeckt weit besser als Fisch oder Schwein.“).

## Lieder und Filme
Alexander Pearce wird von den australischen Bands Weddings Parties Anything in A Tale They Won’t Believe und von den The Drones in Words from the Executioner to Alexander Pearce besungen.
Ein biografischer Fernsehfilm The Last Confession of Alexander Pearce wurde 2008 an den Schauplätzen seines Lebens in Tasmanien und Sydney gedreht. Gesendet wurde dieser Film von RTÉ in Irland am 29. Dezember 2008 und ABC1 in Australien am 25. Januar 2009. The Last Confession of Alexander Pearce wurde auch unter dem Titel Confessions of a Cannibal Convict in Großbritannien auf dem Fernsehkanal More4 am 10. Juli 2010 abgespielt. Auch 2008 wurde Dying Breed, ein Horrorfilm über Pearce, verwirklicht. Gedreht wurde in Tasmanien, auch am Pieman River an der Westküste Tasmaniens und in Melbourne. Hauptdarsteller waren der Darsteller, Autor und Schriftsteller Leigh Whannell und Nathan Phillips.
Die Geschichte von Pearce wurde in einem Kurzfilm und auch in dem Film Van Diemen’s Land von Jonathan auf der Heide verfilmt, dessen Vorfahren 1850 von Hannover nach Tasmanien auswanderten, wobei letztgenannter Film in den australischen Kinos im September 2009 lief.

## Nachbetrachtung
Der Regisseur Jonathan auf der Heide führt über das Geschehen aus, dass es in Australien einen „mystischen Status“ gebe, der wie ein „kleines dreckiges Geheimnis behandelt“ werde, oder dass viele denken, dass Pearce seine „Mitgefangenen in die Wildnis gelockt“ habe, um sie dort „aufzufressen“. Dem sei nicht so und er habe seine zwei Filme über Pearce wie Dokumentationen angelegt.
Inzwischen wird in der Presse auch das Schicksal von Pearce stärker in den Vordergrund gerückt und er wird als Opfer der damaligen Umstände beleuchtet. Pearce soll dementsprechend weder ein Held noch ein Monster gewesen sein, sondern ein gewöhnlicher Mensch, der unter schlechten Umständen leben musste. Er wird auch als Produkt der „brutality of imperialism“ (deutsch: „Brutalität des Imperialismus“) und des damals herrschenden Konzepts einer „secondary punishment“ (deutsch: „sekundären Bestrafung“) verstanden. Die Vorstellung, die dahinter steckte, war, dass ein Mensch erst durch Strafe gebrochen werden muss, um ihn anschließend wieder als Menschen herzustellen.
Paul Collins, der das Buch Hell’s Gates: The terrible journey of Alexander Pearce, Van Dieman’s Land Cannibal im Jahr 2002 über Pearce veröffentlicht hat, erklärt die große Anzahl der verspeisten Menschen im Verlauf seiner ersten Flucht damit, dass Hunger nicht durch Menschenfleisch gestillt werden kann, da es zwar reich an Proteinen sei, aber die Energie liefernden Kohlenhydrate fehlen. Diese Aussage ist allerdings falsch, denn Protein und Kohlenhydrate haben nahezu denselben physiologischen Brennwert, darüber hinaus kann der Körper auch die benötigten Kohlenhydrate zur Energieversorgung aus Proteinen selbst herstellen.
Collins merkt darüber hinaus zum Ende von Pearce süffisant an: Sein Körper wurde nicht seziert, wie dies heute der Fall ist, sondern nach den damaligen Gepflogenheiten cannibalised for science und seine Knochen untersucht. Sein Schädel existiert bis zum heutigen Tag in der University of Pennsylvania in Philadelphia.